# Czartawa pośrednia
Czartawa pośrednia (Circaea intermedia Ehrh.) – gatunek rośliny wieloletniej  zielnej z rodziny wiesiołkowatych. Występuje w całej Europie, na znacznym obszarze Azji oraz w Afryce Północnej. W Polsce występuje na rozproszonych stanowiskach głównie na południu kraju w Karpatach, Sudetach i na Podkarpaciu. Jest utrwalonym mieszańcem o cechach pośrednich między czartawą pospolitą i czartawą drobną.

## Morfologia
ŁodygaWzniesiona, wyprostowana, rozgałęziona, dorastająca do 40 cm wysokości, w środkowej części kanciasta, w obrębie kwiatostanu gruczołowato owłosiona. Pod ziemią roślina posiada rozłogi.
LiścieW zarysie jajowato wyciągnięte lub szeroko lancetowate, ząbkowane, u nasady sercowate, osadzone na odstających, długich ogonkach. Liście na obrzeżach i wzdłuż nerwów krótko owłosione.
KwiatyDrobne, białe lub różowe, zebrane w rozgałęziony, groniasty kwiatostan. Oprócz kwiatostanu szczytowego występują liczne grona boczne. Kwiaty zwykle bez przysadek. Dno kwiatowe z dyskiem o średnicy 0,2-0,4 mm. Przed kwitnieniem oś kwiatostanu wydłuża się, co powoduje, że rozwinięte kwiaty i pączki są oddalone od siebie.
OwocMaczugowato kulisty, dwunasienny, pokryty krótkimi, haczykowatymi włoskami  długości 0,5-0,6 mm.

## Biologia i ekologia
Bylina, geofit (pączki zimujące znajdują się w glebie). Kwitnie w lipcu-sierpniu. Zapylana jest przez owady, głównie przez muchy. Nasiona rozsiewane są przez wiatr. Roślina ma nadzwyczajne zdolności regeneracyjne może być rozmnażana z kawałków łodygi zawierających po 1 węźle. 
Siedliskorośnie w cienistych, wilgotnych lasach oraz w zbiorowiskach łęgowych w dolinach potoków i na mokradłach. Preferuje obszary o klimacie umiarkowanie chłodnym. Rośnie na stanowiskach półcienistych, na glebach wilgotnych, obojętnych lub nisko zasadowych.
FitosocjologiaW klasyfikacji zbiorowisk roślinnych gatunek charakterystyczny dla związku Alno-Ulmion i zespołu roślinności (Ass.) podgórski łęg jesionowy (Carici remotae-Fraxinetum).

## Nazewnictwo
Nazwa rodzajowa przeniesiona została przez Matthiolego na ten rodzaj z określenia odnoszącego się w starożytnej Grecji do dwóch roślin (mandragory lekarskiej i ciemiężyka Vincetoxicum nigrum), nazywanych od imienia mitycznej Circe. Nazwa gatunkowa oznacza "pośredni" i wynika z pośredniego charakteru cech taksonomicznych, co jest wynikiem mieszańcowego pochodzenia tej rośliny.